# Вільгельм (герцог Австрії)
Вільгельм (нім. Wilhelm; 1370, Відень — 15 липня 1406, Відень) — герцог Австрійський у 1386—1406 роках з Леопольдинської лінії династії Габсбургів.

## Ранні роки
Вільгельм був старшим сином австрійського герцога Леопольда III й Вірідіс Вісконті, принцеси Міланської. Після загибелі батька у битві під Земпахом 1386 року Вільгельм успадкував Штирію, Каринтію, Крайну, Тіроль і Передню Австрію (у власне Австрійському герцогстві правила Альбертинська лінія габсбурзького дому). Співправителем Вільгельма став його брат Леопольд IV, однак спочатку фактична влада у володіннях Леопольдинської лінії належала регенту й опікуну молодих герцогів Альбрехту III.

## Коротка біографія
Після досягнення повноліття Вільгельм і Леопольд IV у 1396 році розділили свої спадкові землі: Леопольд IV став правителем Тіролю й Передньої Австрії, а Вільгельм отримав Штирію, Каринтію та Крайну (так звану Внутрішню Австрію). Таким чином колись єдина австрійська монархія була розділена на три частини.
Вільгельм відомий тим, що зробив одну з перших гучних спроб у габсбурзькому домі використовувати династичний шлюб для істотного розширення своїх володінь. Пізніше практика приєднання земель через шлюб стала одним з головних способів росту й зміцнення впливу Австрійської монархії у Центральній Європі, що навіть породило девіз «Одружуйся, щаслива Австрія!» (лат. Tu felix Austria, nube!). Вільгельм обрав собі за наречену Ядвігу Анжуйську, молодшу дочку Людовика I Великого, короля Угорщини й Польщі. Як придане її батько обіцяв значні земельні володіння в Угорщині, а крім того цей шлюб відкривав перед Вільгельмом можливості його обрання в майбутньому королем Польщі або Угорщини. Дійсно, після смерті Лайоша Ядвіга у 1384 році була визнана польською королевою. Однак під тиском польських магнатів ідея шлюбу з Вільгельмом була відставлена, й вона вийшла заміж за великого князя Литовського Ягайла.
Зазнавши невдачі в проекті польського шлюбу, Вільгельм у 1401 році одружився з Іоанною II, неаполітанською принцесою, майбутньою королевою Неаполя, також із Анжуйської династії. Однак цей шлюб не був вдалим й не дав Вільгельму потомства.
Після смерті австрійського герцога Альбрехта IV в 1404 році Вільгельм став до боротьби зі своїми братами за право опіки над неповнолітнім Альбрехтом V та владу в Австрії. Але 1406 року Вільгельм несподівано помер.

## Родина
Дружина (з 1401) -  Джованна II (1373—1435), принцеса, а пізніше королева Неаполітанська
Діти: не було.